# هاري مالين
هاري مالين (بالإنجليزية: Harry Mallin) (يونيو 1892 – 8 نوفمبر 1969) هو ملاكم من المملكة المتحدة راحل، مثّل بلاده في دورتي الألعاب الأولمبية الصيفية 1920 و1924.

## روابط خارجية
هاري مالين على موقع اللجنة الأولمبية الدولية (الإنجليزية)
- هاري مالين على موقع أوليمبيديا (الإنجليزية)
- هاري مالين على موقع اللجنة الأولمبية البريطانية (الإنجليزية)